# Граттарола, Жак
Жак Граттарола (фр. Jacques Grattarola; 16 февраля 1930, Ле-Канне — 6 января 2023, Мужен) — французский футболист.

## Биография
В течение четырёх сезонов Граттарола играл за «Канн». В 1952 году перешёл в «Сент-Этьен», в составе которого отыграл три сезона и сыграл 33 матча. В 1955 году вернулся в «Канн», в котором отыграл пять сезонов и завершил игровую карьеру. Всего за «Канн» суммарно сыграл 228 матчей, большинство из которых были в Лиге 2.
Играл за сборную военных Франции.
Скончался 6 января 2023 года в Мужене в возрасте 92 лет.